# Das Tal der Tränen (Nikolai Leskow)

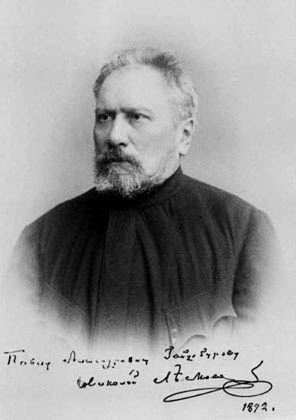
Nikolai Leskow im Jahr 1872

Das Tal der Tränen, auch Das Tränental (russisch Юдоль, Judol), ist eine Erzählung des russischen Schriftstellers Nikolai Leskow, die 1892 im Juniheft des Knischki Nedeli (Wochenbüchlein) erschien.
Anlässlich der Hungersnot im Frühjahr 1892 in Russland erinnert sich Leskow, wie er eine ebensolche Katastrophe anno 1840 als Neunjähriger in seinem Heimatgouvernement Orjol – genauer in den Landkreisen Orjol, Mzensk und Maloarchangelsk – erlebte.

## Inhalt
Mit der Trockenheit Ende April begann das Unglück. Das Hinaustragen der Heiligenbilder aufs Feld half nicht. Ein Hellseher wurde bestellt. Der versuchte sein Glück. Es regnete nicht. Es fiel nicht einmal Tau. Das letzte Mittel, eine Kerze, aus dem Fett eines verstorbenen Trinkers, hätte fast geholfen. Ihr Abbrennen auf dem Felde brachte eine finstere Wolkenwand. Die regnete sich aber nicht ab, weil ihr der lederne Jegor, ein vagabundierender Sattler, in die Quere kam. Drei Bauern auf dem Felde bringen den Störenfried um.
Der folgende Winter ist hart. Die kleine Wassjonka erfriert unter dem Dach des Hauses ihrer Mutter Agrafena. Die Mutter erfriert darauf zusammen mit dem Sohn Jegorka auf dem Heimwege vom Friedhof.
Die Fronbauern des geizigen Junggesellen Major Alymow müssen das Saatgut vorübergehend in Jauche aus Pferdemist einweichen. Somit kann der letzte Roggen nicht verzehrt werden.
Leskow erzählt von Jefim, dem Begnadigten. Vormals hatte Jefim geweihte Osterbrote gestohlen und allein verzehrt. Dafür hatte ihn Gott mit Krummheit geschlagen, dann aber die Strafe zurückgenommen. Seither war Jefim ein Arm verdorrt und er schlug sich fortan als Beter und Wahrsager durch. Jedenfalls hatte Jefim mit einer seiner erlogenen Geschichten dem Gerücht von der um sich greifenden Menschenfresserei Vorschub geleistet. Zehn Werst von dem Wohnort der Eltern Leskows entfernt konnte eine Mutter das Verhungern ihrer vier Kinder nicht mehr mitansehen. Am Heiligen Abend schlachtete sie ihr Neugeborenes, setzte den Kindern das gekochte Fleisch vor und erhängte sich an einem Dachsparren. Soweit die Mär. Leskow korrigiert mit der Wahrheit: Zwei halbwüchsige Mädchen hatten, allein zu Haus, ein Lamm aus einem fremden Bauernhof geschlachtet und waren von einem kleinen Jungen, der auf dem fremden Hof zu Hause war, beobachtet worden. Als dieser den Mädchen die Tat beharrlich vorwarf, wurde er von den beiden mit dem Schlachtemesser umgebracht. Beim Versuch der Mädchen, die Leiche zu verbrennen, verriet sie der Brandgeruch. Beide gestanden und kamen ins Gefängnis.
Leskow hat noch eine Geschichte aus dem Munde Jefims: Eine alte Frau hatte bei Herrschaften in Orjol gedient, gespart und verbrachte den Lebensabend in ihrem Heimatdorf Motyli. Die dort ansässige Soldatenfrau war auf das Ersparte ihrer angereisten Muhme aus, erwürgte diese und fand lediglich anderthalb Rubel vor. Darauf stellte sie sich. Als die Täterin auf dem Iljinskaja-Platz in Orjol ausgepeitscht wurde, hatte sie schreiend ihre Unschuld beteuert.
„Hunger ist ein schlechter Freund der Tugend“, schreibt Leskow und erzählt noch die Geschichte von den Katzenschindern. Manche Frauen, die ihr frisches Katzenfleisch nicht an den Mann bringen konnten, verkauften ihre weibliche Ehre gleich mit.
Alles im Leben hat ein Ende – auch die Hungersnot im Gouvernement Orjol. Zurück blieben die Kranken. Die Symptome: „Zuerst tut der Kopf weh, dann sticht es im Bauch, und darauf wird der Mensch ganz schwach und liegt da, bis sein Gesicht sich schwarz färbt und es aus ist.“ Leskows Vater holt seine Schwester Pelageja Dmitrijewna, Tante Polly genannt, nach Orjol. Die furchtlose adlige Tante errichtet und betreibt zusammen mit ihrer Freundin Hildegard Wassiljewna, einer Quäkerin aus England, ein Behelfshospital. Leskows Mutter, zur Krankenpflege aufgefordert, sagt der Schwägerin aus Furcht vor Ansteckung ab. Leskows Vater hingegen hilft mutig.
Leskow legt Tante Polly den Titel der Erzählung in den Mund. Die Tante charakterisiert die oben genannten Landkreise: „Hier ist das Tal der Tränen.“ Den Menschen, die in Not den Höchsten vergessen hätten, müsse verziehen werden.
Major Alymow will seine Bauern beim Gouverneur verklagen, weil diese in seiner Abwesenheit das verunreinigte Saatgut verzehrt haben. Leskows Vater kann den Geizhals mit Mühe besänftigen.

## Rezeption
- Nach Setschkareff[6] liest sich der Text zwar wie eine Autobiographie, sei jedoch „fast reine Fiktion“[7].
- Reißner[8] reiht die Erzählung in „desillusionierende Beschreibung[en] des Landlebens“ jener Zeit – wie Tschechows Die Bauern und In der Schlucht – ein.
- „[…] die schweren russischen Hungerjahre, infolge der Mißernten 1892 und 1893, von denen Lesskow so erschütternd erzählt.“ Johannes von Guenther: Ein Leben im Ostwind. Zwischen Petersburg und München. Erinnerungen. Biederstein, München 1969, S. 15  (Digitalisat im Internet Archive).

### Deutschsprachige Ausgaben
Verwendete Ausgabe:
- Das Tal der Tränen. Deutsch von Wilhelm Plackmeyer. S. 154–265 in Eberhard Reißner (Hrsg.): Nikolai Leskow: Gesammelte Werke in Einzelbänden. Das Tal der Tränen. 587 Seiten. Rütten & Loening, Berlin 1973 (1. Aufl.)

### Sekundärliteratur
- Vsevolod Setschkareff: N. S. Leskov. Sein Leben und sein Werk. 170 Seiten. Verlag Otto Harrassowitz, Wiesbaden 1959